# Джерело Прало

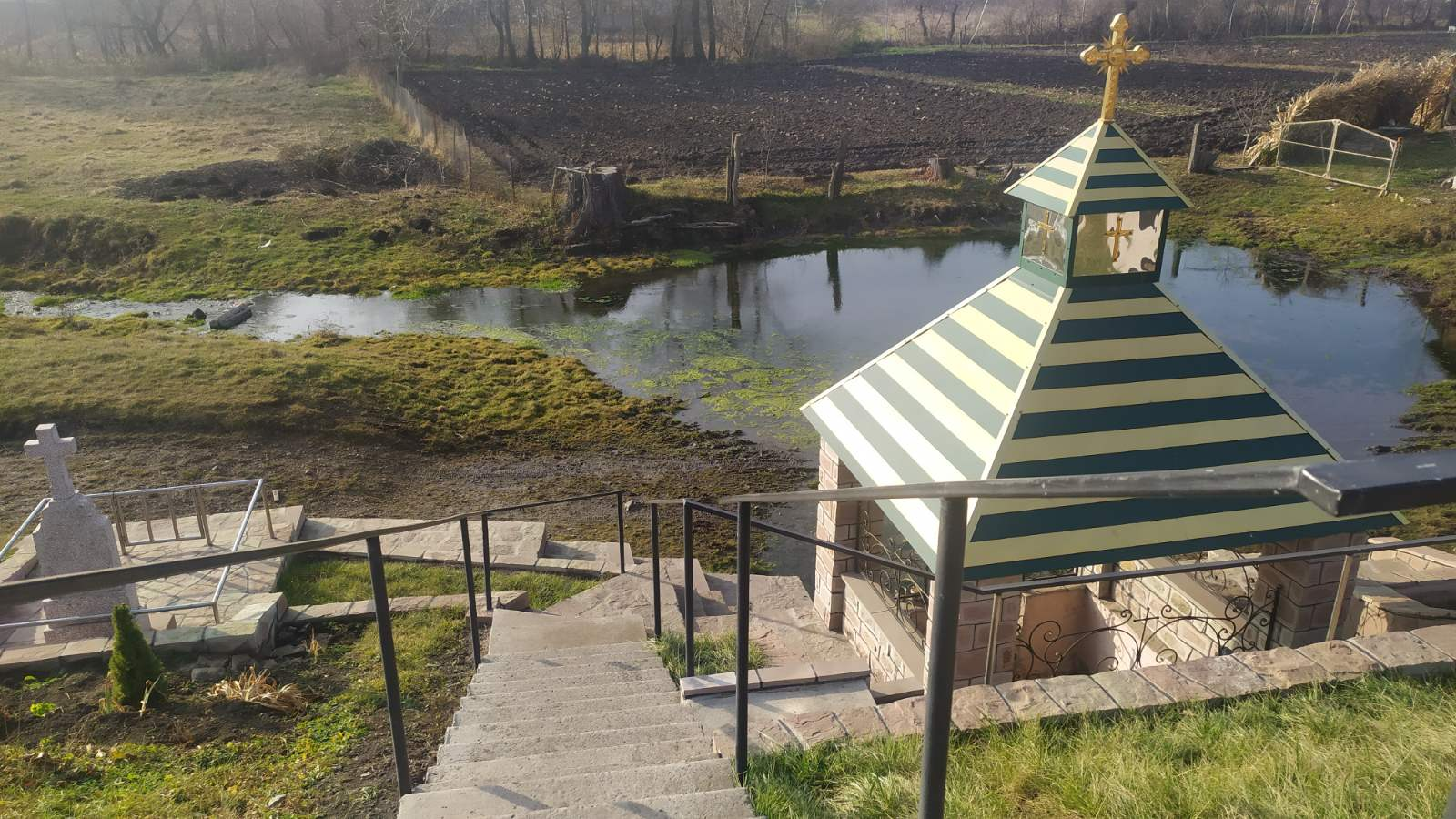
Джерело Прало, Чортківський район, Тернопільська область

Джерело́ «Прало» — гідрологічна пам'ятка природи місцевого значення в Україні. Розташована на території Чортківського району Тернопільської області, в межах долини річки Джурин.

## Назва джерела
Біля джерела «Прало» змонтовано водозбірник. З джерела починається потічок, який утворює невелику заводь, у якій колись прали білизну, звідси і назва джерела. Джерело утворює потічок, який  впадає у річку Джурин. На свято Водохреща щорічно вода в джерелі освячується.

## Рекреіаційна цінність
Джерело живиться підземними водами та відіграє важливу історико-культурну, оздоровчу та естетичну функції.
Джерелу «Прало» присвоєно статус пам'ятки природи, яка входять до складу природно-заповідного фонду України, охороняються як національне надбання, щодо якого встановлюється особливий режим охорони, відтворення та використання.
Статус присвоєно згідно з рішенням Тернопільської обласної ради в 2014 році, з метою охорони та збереження самовитічного джерела питної води, що має природоохоронну, водорегуляторну, наукову, естетичну та рекреаційну цінність. Перебуває у віданні: Джуринська сільська рада.